# John Plamenatz
John Petrov Plamenatz (* 16. Mai 1912 in Cetinje, Montenegro; † 19. Februar 1975 in Hook Norton, Oxfordshire) war ein jugoslawisch-britischer politischer Philosoph.

## Leben
Plamenatz' Vorfahren gehörten zur montenegrinischen Oberschicht, die das vom Osmanischen Reich abhängige, aber nicht besetzte Land beherrschte. Seine Eltern flohen 1916 nach der deutschen und österreichisch-ungarischen Besetzung im Ersten Weltkrieg in das verbündete Frankreich. Plamenatz wurde von den Eltern 1919 in England in die Privatschule Clayesmore School eingeschult, während sie als montenegrinische Exilanten, die die Gründung des Königreichs Jugoslawien abgelehnt hatten, sich in Marseille, später in Wien aufhielten und erst Mitte der dreißiger Jahre nach Montenegro zurückkehrten. Plamenatz studierte ab 1930 am Oriel College in Oxford, seine Dissertationsschrift zum Ph.D. wurde zunächst dort abgelehnt, gleichwohl wurde er 1936 zum Fellow des All Souls College der Oxford University gewählt. Ab 1951 war er Fellow des Nuffield College und folgte 1967 Isaiah Berlin as Chichele Professor of Social and Political Theory in Oxford. 1962 wurde er zum Mitglied der British Academy gewählt.
Während des Zweiten Weltkriegs arbeitete er für die Exilregierung des jugoslawischen Königs Peter II. in London und schrieb das Pamphlet The case of General Mihailovic. 
Seine letzte Arbeit Karl Marx's Philosophy of Man war abgeschlossen, als er an einem Herzinfarkt verstarb. Plamenatz studierte die britische, französische und deutsche politische Philosophie und hatte, ohne eine Schule zu gründen, einen wichtigen Einfluss auf die Kultur des politischen Denkens nicht nur in Großbritannien.

## Werke
- Ideologie. Aus d. Engl. von Wilhelm Höck, München : List, 1972 ISBN 3-471-61559-8
- „Was nichts anderes heißt, als daß man ihn zwingen wird, frei zu sein“, in: Reinhard Brandt (Hrsg.): Jean-Jacques Rousseau, Vom Gesellschaftsvertrag oder Prinzipien des Staatsrechts, Berlin : Akademie-Verl.  2000 ISBN 3-05-003237-5 (zuerst 1965, aus dem Französischen übersetzt von Michaela Rehm), S. 67–82

- Consent, Freedom and Political Obligation (1938)
- mit Stephen King-Hall: What is Communism? (1947)
- The English Utilitarians, with a reprint of Mill's Utilitarianism, Oxford : Blackwell 1949
- The Revolutionary Movement in France 1815 to 1871 (1952)
- From Marx to Stalin (1953)
- German Marxism and Russian Communism (1954)
- On Alien and Self-Government (1960)
- Man & Society. A Critical Examination of Some Important Social & Political Theories from Machiavelli to Marx (2 Bände)  London: Longman, zuerst 1963, mehrere Neuauflagen  ISBN 0-582-48044-2
- Democracy and Illusion: An Examination of Certain Aspects of Modern Democratic Theory, London: Longman , 1973  ISBN 0-582-50048-6
- God, Freedom, and Evil (1974)
- Karl Marx's Philosophy of Man, Oxford: Clarendon Press , 1975 ISBN 0-19-824551-3